# Santa Efigênia de Minas
Santa Efigênia de Minas – miasto i gmina w Brazylii, w stanie Minas Gerais. Znajduje się w mikroregionie Guanhães.